# Solenopsis truncorum
Solenopsis truncorum es una especie de hormiga del género Solenopsis, subfamilia Myrmicinae.